# Saint-Généroux
Saint-Généroux là một xã trong tỉnh Deux-Sèvres trong vùng Nouvelle-Aquitaine ở phía tây nước Pháp. Xã này nằm ở khu vực có độ cao trung bình 104 mét trên mực nước biển.
Thị trấnnày nằm bên sông Thouet, 15 15 km thượng lưu Thouars.